# میلوسلاو لوتر
میلوسلاو لوتر (انگلیسی: Miloslav Luther؛ زادهٔ ۱۴ اوت ۱۹۴۵) کارگردان فیلم، فیلم‌نامه‌نویس، و کارگردان اهل کشور اسلواکی است.